# 中山镇 (重庆市)
中山镇，是中华人民共和国重庆市江津区下辖的一个乡镇级行政单位。2019年被评为中国文化百强镇。

## 行政区划
中山镇下辖以下地区：
三合社区、龙塘村、常乐村、白鹤村、太和村、四合村和渔湾村。